# هوهانس بجانیان
هوهانس کاراپتی بجانیان (ارمنی: Հովհաննես Կարապետի Բեջանյան؛ زاده ۱۵ ژانویهٔ ۱۹۱۵ – درگذشته ۱۰ فوریهٔ ۱۹۷۶) مجسمه‌ساز اهل ارمنستان بود.

## زندگی‌نامه
وی در ۲۸ ژانویه [سبک قدیمی: ۱۵ ژانویه] ۱۹۱۵ در تفلیس در به دنیا آمد و از انستیتو دولتی هنری و نمایشی ایروان (۱۹۶۴) فارغ‌التحصیل گشت. وی همچنین برنده جوایزی همچون نقاش شایسته ارمنستان شوروی (۱۹۶۷) شد. وی در ۱۰ فوریهٔ ۱۹۷۶ در سن ۶۱ سالگی در ایروان درگذشت.

## نگارخانه

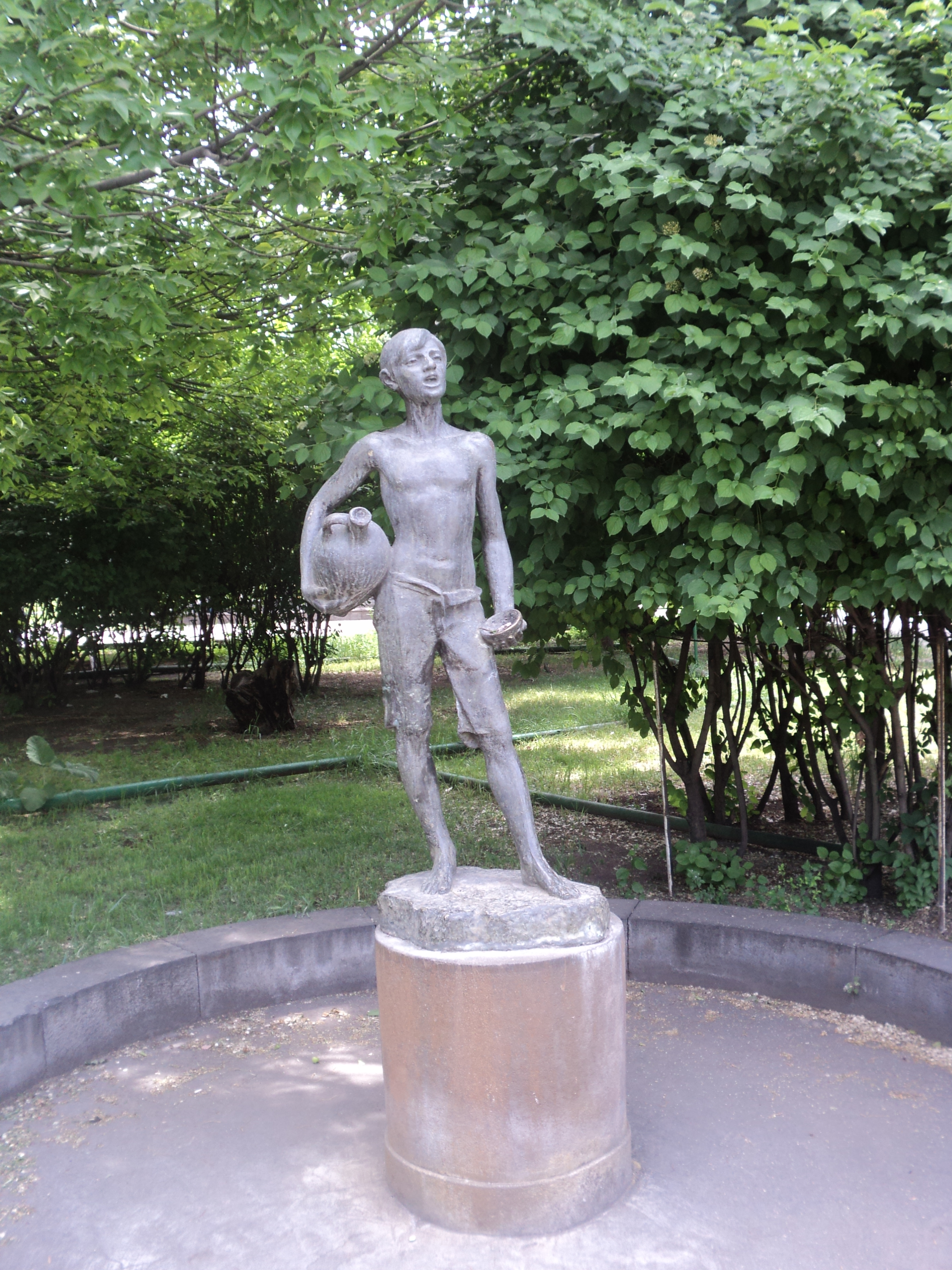
مجسمه «پسرک آب‌فروس»، ایروان
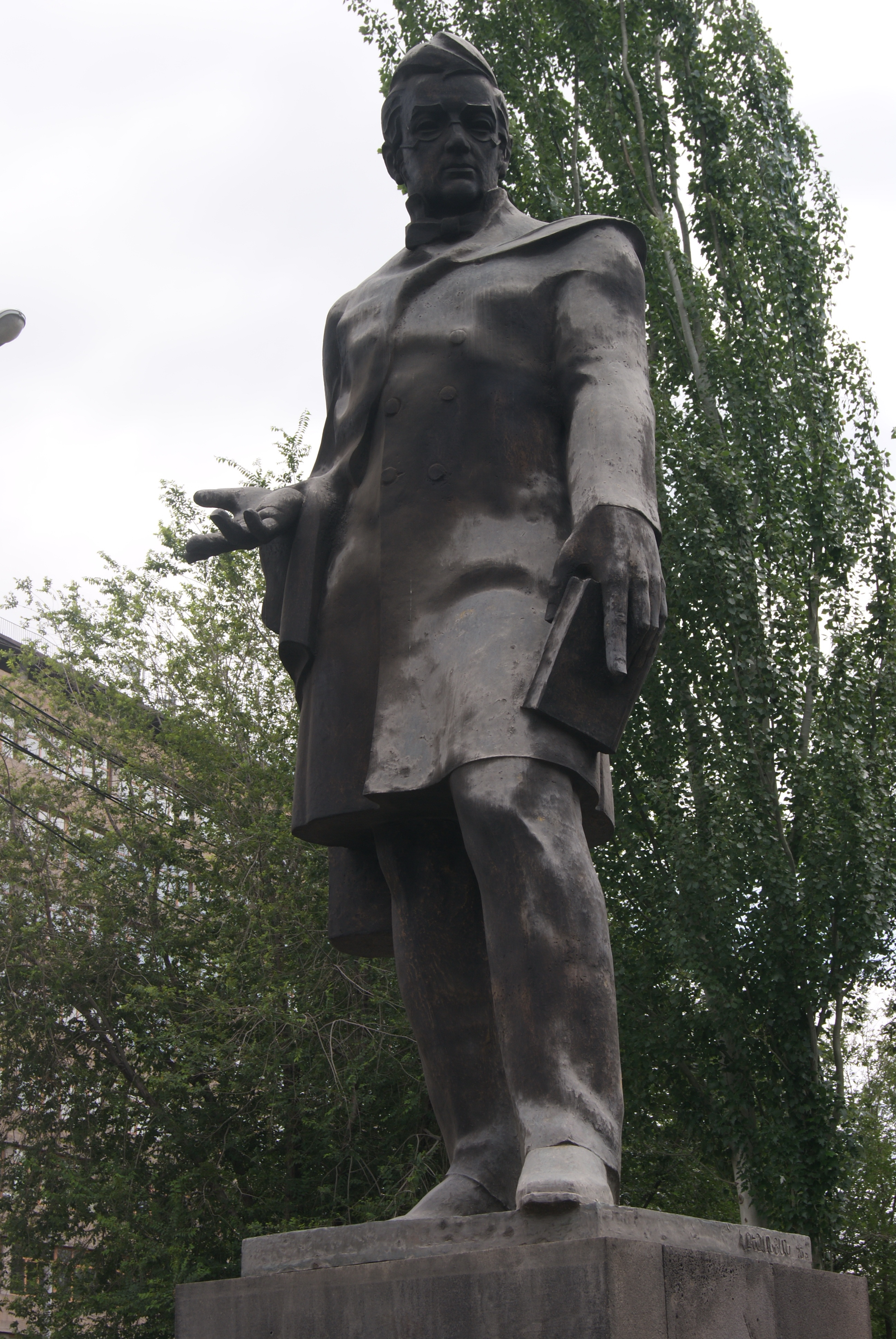
بنای یادبود آلکساندر گریبایدوف، ایروان